# Конин, Анатолий Андреевич
Анатолий Андреевич Конин (12 июня 1914, дер. Махонино, Владимирская губерния, Российская империя — 10 ноября 1986, Москва, СССР) — советский художник, живописец, член Московского Союза советских художников с 1943 года.

## Биография
В 1927 году, после окончания средней школы, Анатолий поступил в ФЗУ при заводе № 67. Неизвестно, как сложилась бы его судьба, останься он в местах, где художественное образование было получить практически невозможно. Однако помог случай — в 1932 году, уже слесарем, он был мобилизован на строительство метро первой очереди станции «Комсомольская» в Москве.
В 1935 году Анатолий поступил в Московский государственный художественный институт им. В. И. Сурикова, учился у И. Э. Грабаря, А. А. Осмеркина и А. В. Моравова. В 1943 году он уже был принят в члены МССХ и в том же году был призван в РККА. Прошёл войну, демобилизовался в сентябре 1945 г.
С конца 1940-х годов постоянно участвовал в выставках, экспонируя свои работы вместе с произведениями ведущих мастеров изобразительного искусства Москвы.
Скончался в 1986 году в Москве. Похоронен на Ваганьковском кладбище. Его произведения находятся в музеях и частных собраниях в России, на Украине, в Франции, США и других странах.

## Творчество
Писал преимущественно пейзажи, натюрморты, портреты, жанровые и тематические картины, этюды с натуры. Талантливый колорист. Живописи свойственна особая мелодическая тонкость, пластичность цвета, которым художник передавал ощущение материальности воздуха, его влажности и свежести. Значительную часть мира творчества Конина составляют выразительные образы природы, нашедшие отражение в многочисленных излюбленных произведениях художника — пейзажах. Своеобразным стилистическим экспериментом и появлением новых выразительных эффектов стали работы периода увлечения искусством постимпрессионизма.
Среди произведений, созданных Анатолием Кониным, картины «Весна, серый день», «Первая зелень» (обе 1954), «Девушки» (1958), «У Ленинских гор» (1959), «Море с чайками» (1960), «Горная река на Ажеке» (1959), «Начало осени» (1961), «Пасмурный день»(1962), «Утро на море» (1964), «Теплый день» (1965), «Портрет Наташи» (1967), «Ущелье»(1968), «Вечерний пейзаж» (1969), «Весенний пейзаж» (1968), «После дождя» (1970), «Натюрморт с тыквой» (1971), «Освещенный откос у речки» (1971), «Махмут» (1972), «Дом творчества» (1972), «Натюрморт с айвой», «Пейзаж» (обе 1971) «Осенний мотив» (1972), Стволы" (1973), «В саду» (1974) и другие